# Leis de Cassini
As Leis de Cassini fornecem uma descrição compacta do movimento da Lua. Foram estabelecidas em 1693 por Giovanni Domenico Cassini, um cientista proeminente do seu tempo.
Estas leis foram refinadas para incluirem librações físicas, e foram generalizadas para tratar outros satélites e planetas.

## Leis de Cassini
1. a Lua tem ressonância orbital 1:1. Tal significa que o quociente rotação/órbita da Lua é tal que a face da Lua voltada para a Terra é sempre a mesma.
2. o eixo de rotação da Lua mantém o ângulo de inclinação com o plano da eclíptica. O eixo de rotação da Lua forma um cone que intersecta o plano eclíptico como um círculo.
3. o plano formado pela normal ao plano eclíptico e uma normal do plano orbital da Lua conterá o eixo de rotação da Lua.

No caso da Lua, o seu eixo de rotação aponta sempre cerca de 1,5 graus desviado do polo norte eclíptico. A normal ao plano orbital e o eixo rotacional encontram-se sempre em lados opostos da normal à eclíptica.
Portanto, tanto a normal ao plano orbital como o eixo rotacional da Lua giram em volta do polo eclíptico com o mesmo período. O período é de aproximadamente 18 anos e o movimento é retrógrado.

## Estado de Cassini
Um sistema que obedeça a estas leis diz-se estar em estado Cassini, isto é: um estado rotacional evoluído onde o eixo de rotação, normal à órbita e a normal ao plano de Laplace são coplanares enquanto a obliquidade permanece constante. O plano de Laplace é definido como sendo o plano à volta do qual a órbita de um planeta gira com inclinação constante relativamente aos planos equatorial e eclíptico.